# José Batagliero
José Batagliero (Cañada de Gómez, 1º gennaio 1916 – 11 marzo 1976) è stato un calciatore argentino, di ruolo difensore.

## Carriera

### Club
Giocò tutta la carriera nel campionato argentino.

### Nazionale
Con la maglia della Nazionale ha trionfato a livello continentale nel 1941.

## Palmarès

### Nazionale
- Campeonato Sudamericano de Football: 1

Cile 1941